# Tapura ivorensis
Tapura ivorensis är en tvåhjärtbladig växtart som beskrevs av Bretel.. Tapura ivorensis ingår i släktet Tapura och familjen Dichapetalaceae. Inga underarter finns listade i Catalogue of Life.